# Montaignac-sur-Doustre
Montaignac-sur-Doustre est, depuis le 1er janvier 2022, une commune nouvelle française située dans le département de la Corrèze, en région Nouvelle-Aquitaine.

## Géographie

### Localisation
La commune est située au centre du département de la Corrèze, à l'Est de la région Nouvelle-Aquitaine.
Les villes les plus proches sont Égletons (11 km au nord-est) et Tulle (30 km au sud-ouest).

### Communes limitrophes
Les communes limitrophes sont  Champagnac-la-Noaille, Chapelle-Spinasse, Eyrein, Lafage-sur-Sombre, Rosiers-d'Égletons et Saint-Hilaire-Foissac.
|        | Rosiers-d'Égletons     | Chapelle-Spinasse     |
| Eyrein | Montaignac-sur-Doustre | Saint-Hilaire-Foissac |
|        | Champagnac-la-Noaille  | Lafage-sur-Sombre     |

### Géologie et relief
La superficie de la commune est de 32,70 kilomètres carrés. Située dans le massif central, la commune est assez vallonnée son altitude varie de 504  à   682 mètres. Montaignac-sur-Doustre est dominé par le puy Chaumont qui culmine à 682 mètres d’altitude.

### Hydrographie
La commune est traversée par le Doustre, affluent de la Dordogne, qui prend sa source à quelques kilomètres de Montaignac à Rosiers-d'Égletons. 
Montaignac-sur-Doustre dispose de plusieurs étangs notamment l’étang de Gros qui est loué par la commune pour permettre une activité de pêche.

### Voies de communication et transports

#### Accès routier
L'accès à la commune par l'autoroute se fait via l'A89 par la sortie  22 Égletons située à 10 km au nord-est.
La RD 1089 (anciennement RN89) transverse le nord de la commune au niveau du bourg de Montaignac. Plus au sud, vers Le Jardin, la RD 18 qui relie Égletons à Argentat-sur-Dordogne passe par la commune. Enfin, il y a la RD 60 qui relie les deux villages de la commune (Montaignac et Le Jardin).

#### Accès ferroviaire
La commune dispose d'une halte ferroviaire, la gare de Montaignac-Saint-Hippolyte, situé sur la ligne qui relie Brive-la-Gaillarde à Ussel en passant par Tulle.

#### Accès aérien
Les aéroports les plus proches sont Brive-la-Gaillarde et Limoges. L'aérodrome d'Égletons est à 11 kilomètres de la commune

## Urbanisme

### Risques majeurs
Le territoire de la commune de Montaignac-sur-Doustre est vulnérable à différents aléas naturels : météorologiques (tempête, orage, neige, grand froid, canicule ou sécheresse), feux de forêts et séisme (sismicité très faible). Il est également exposé à un risque particulier : le risque de radon. Un site publié par le BRGM permet d'évaluer simplement et rapidement les risques d'un bien localisé soit par son adresse soit par le numéro de sa parcelle.

#### Risques naturels

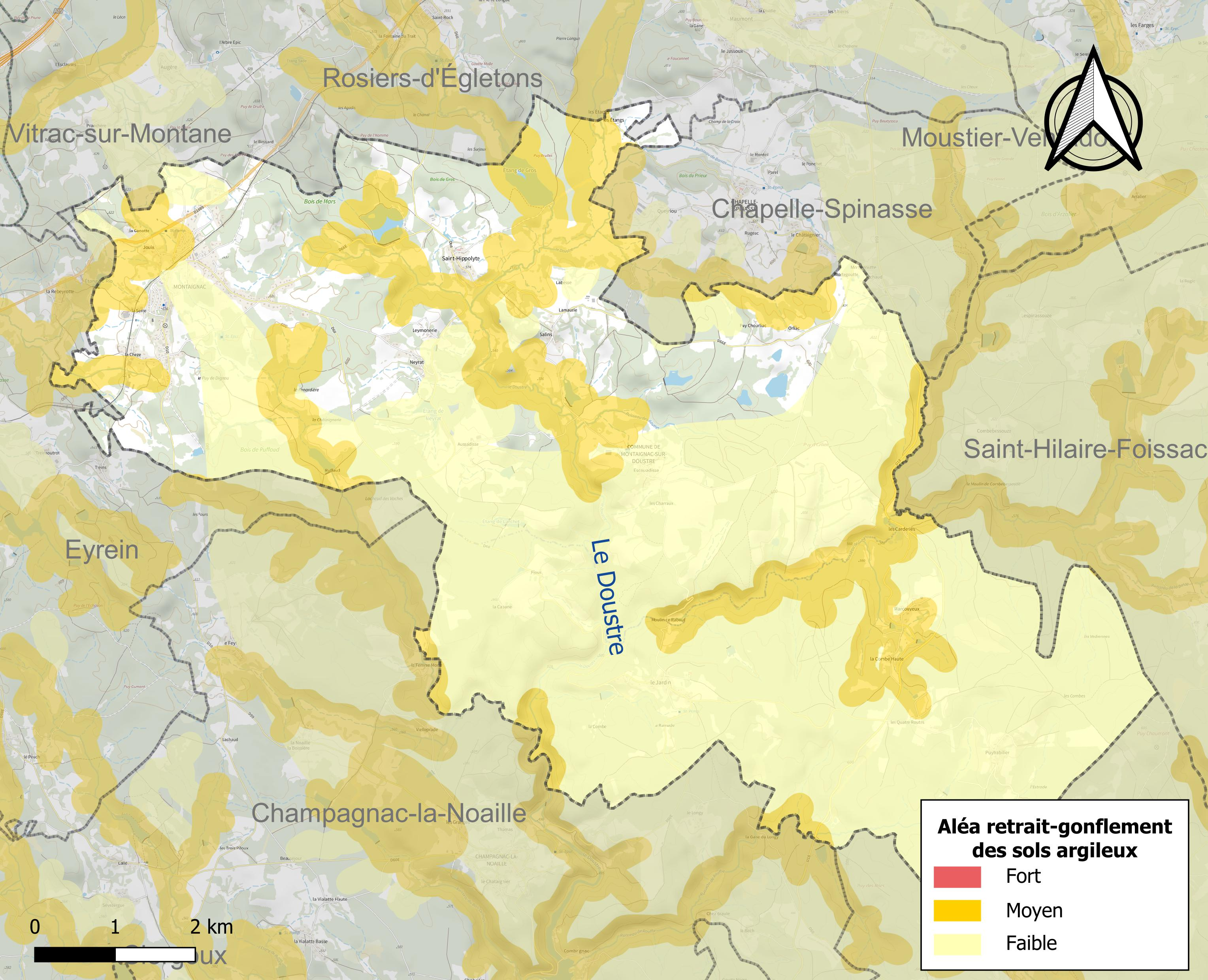
Carte des zones d'aléa retrait-gonflement des sols argileux de Montaignac-sur-Doustre.

Le retrait-gonflement des sols argileux est susceptible d'engendrer des dommages importants aux bâtiments en cas d’alternance de périodes de sécheresse et de pluie. 79,0993277469636 % de la superficie communale est en aléa moyen ou fort (26,8 % au niveau départemental et 48,5 % au niveau national). Sur les 598 bâtiments dénombrés sur la commune en 2019,  164 sont en aléa moyen ou fort, soit 27 %, à comparer aux 36 % au niveau départemental et 54 % au niveau national. Une cartographie de l'exposition du territoire national au retrait gonflement des sols argileux est disponible sur le site du BRGM,.
Concernant les feux de forêt, aucun plan de prévention des risques incendie de forêt (PPRIF) n’a été établi en Corrèze, néanmoins le code de l’urbanisme impose la prise en compte des risques dans les documents d’urbanisme. Le périmètre des servitudes d'utilité publique et des zones d'obligation légale de débroussaillement pour les particuliers est quant à lui défini pour la commune dans une carte dédiée. 

#### Risque particulier
Dans plusieurs parties du territoire national, le radon, accumulé dans certains logements ou autres locaux, peut constituer une source significative d’exposition de la population aux rayonnements ionisants. Certaines communes du département sont concernées par le risque radon à un niveau plus ou moins élevé. Selon la classification de 2018, la commune de Montaignac-sur-Doustre est classée en zone 3, à savoir zone à potentiel radon significatif. 

## Histoire
Montaignac-sur-Doustre est une commune nouvelle créée le 30 septembre 2021 pour une prise d'effet au 1er janvier 2022,. Aucune des anciennes communes n'est commune déléguée.

## Politique et administration

### Communes fondatrices
| Nom                                | Code Insee | Intercommunalité                        | Superficie (km2) | Population (dernière pop. légale) | Densité (hab./km2) |
| ---------------------------------- | ---------- | --------------------------------------- | ---------------- | --------------------------------- | ------------------ |
| Montaignac-Saint-Hippolyte (siège) | 19143      | CC de Ventadour - Égletons - Monédières | 20,47            | 597 (2019)                        | 29                 |
| Le Jardin                          | 19092      | CC de Ventadour - Égletons - Monédières | 12,23            | 77 (2019)                         | 6,3                |

### Administration municipale
Pendant une période courant jusqu'au prochain renouvellement des conseils municipaux (prévu en 2026), le conseil municipal de la nouvelle commune est constitué de l'ensemble des conseillers municipaux des anciennes communes (onze pour chacune des deux communes, soit un total de vingt-deux). Le maire de la nouvelle commune est élu début 2022.

### Liste des maires

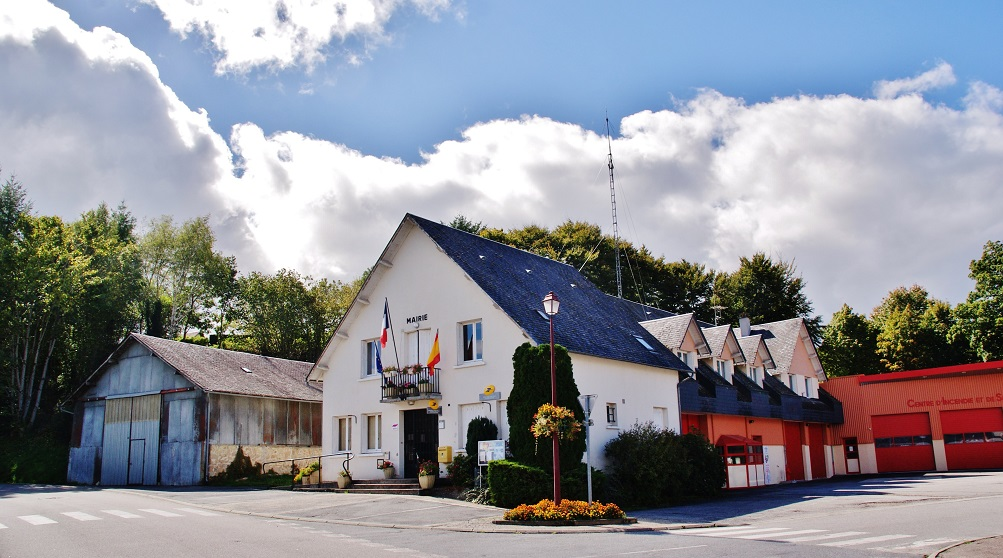
La mairie.

| Période      | Période  | Identité            | Étiquette | Qualité                                              |
| ------------ | -------- | ------------------- | --------- | ---------------------------------------------------- |
| janvier 2022 | En cours | Jean-Claude Besseau | DVD       | Retraité, ancien maire de Montaignac-Saint-Hippolyte |

### Intercommunalité
Montaignac-sur-Doustre fait partie de la communauté de communes de Ventadour - Égletons - Monédières. 

### Canton
La commune appartient au canton d'Égletons depuis 1790, le bureau centralisateur se situe sur la commune d'Égletons.

## Population et société

### Démographie
L'évolution du nombre d'habitants est connue à travers les recensements de la population effectués dans la commune depuis sa création.

En 2022, la commune comptait 634 habitants.
| 2018 | 2019 | 2020 | 2021 | 2022 |
| ---- | ---- | ---- | ---- | ---- |
| 668  | 674  | 655  | 636  | 634  |

## Culture locale et patrimoine

### Lieux et monuments

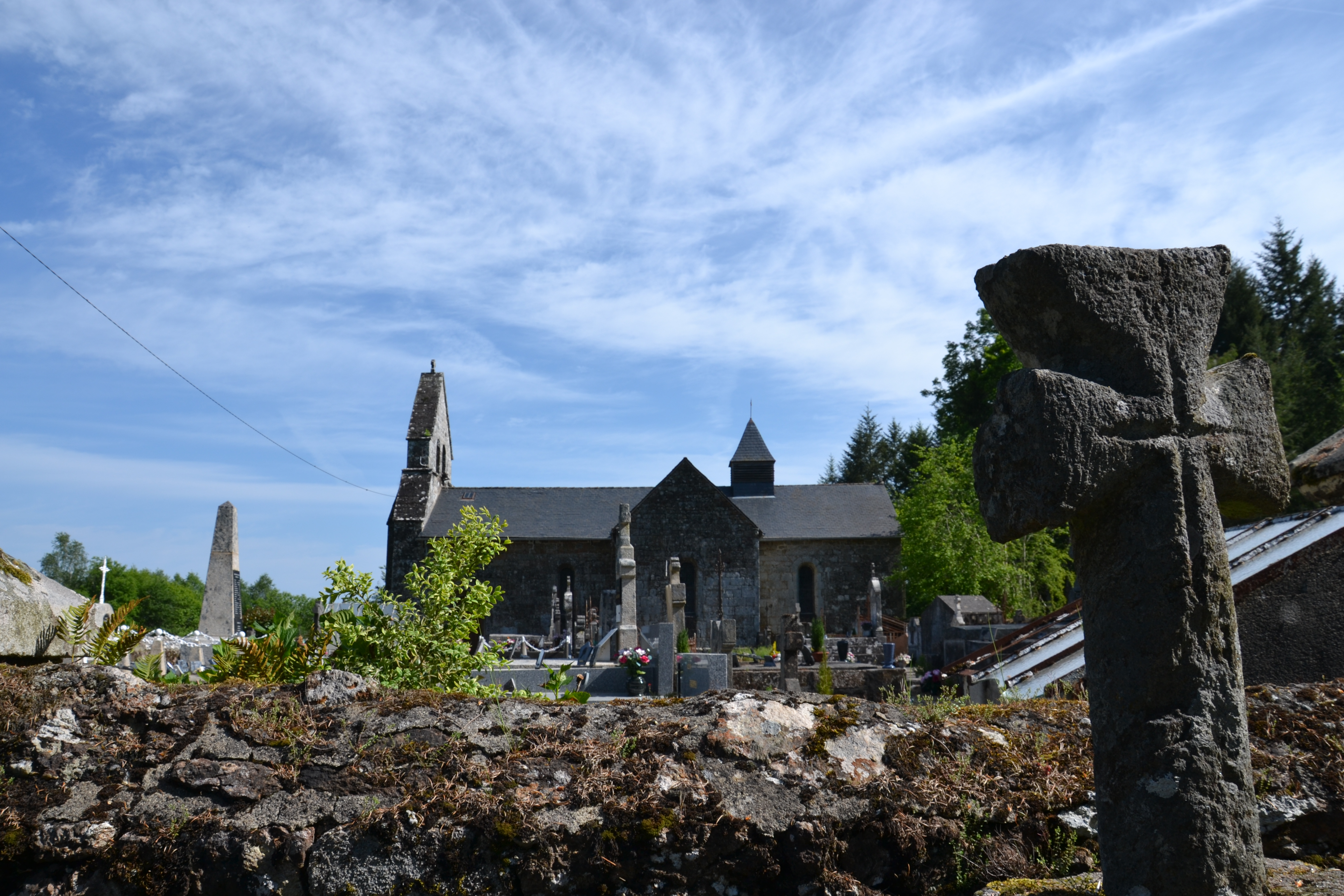
Église Saint-Côme/Saint-Damien.

#### Patrimoine architectural
- Château de Montaignac, château privé, il est attesté au Moyen-Âge mais fut reconstruit dans la seconde moitié du XVIe siècle, puis de nouveau à la fin du XIXe siècle[10].
- Église Saint-Hippolyte-de-Rome, reconstruite à la toute fin du XVe siècle, puis restaurée pendant la deuxième moitié du XVIIIe siècle. L’église est inscrite au titre des monuments historiques en 1969[10].
- L’Église Saint-Côme/Saint-Damien du XIVe siècle situé à Jardin, l’église fut reconstruite au XVIe siècle et est située dans l’enceinte du cimetière. Ses vitraux ont été réalisés au XXe siècle[10].
- Chapelle Sainte-Jeanne-d’Arc, construite en 1941[10].Chapelle Sainte-Jeanne-d’Arc.

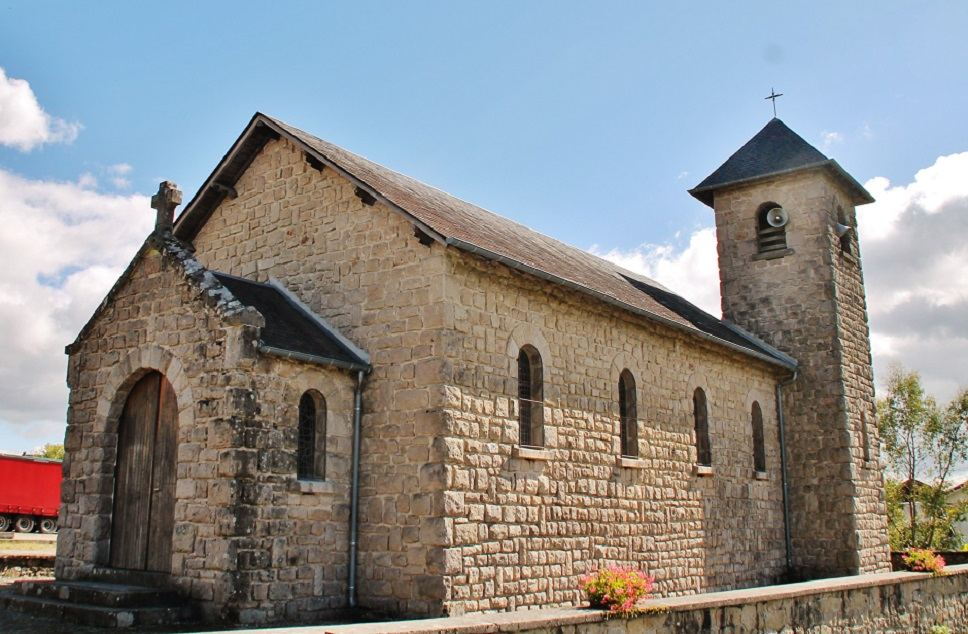
Chapelle Sainte-Jeanne-d’Arc.

#### Patrimoine environnemental
- Chêne de Sully, arbre quadricentenaire, situé au hameau de Puyhabilier, planté vers 1600 à la suite de l’ordre donné par Maximilien de Béthune de planter un arbre dans tous les villages de France. Une table de lecture est située au pied du chêne de Sully[10].
- Cascades du Doustre.